# Drin (flod)
Drin (albansk: Drin eller Drini ; makedonsk: Дрим [drim] ) er en flod i det sydlige og sydøstlige Europa der deler sig i to løb, det ene løber ud i Adriaterhavet og det andet løber ud i floden Bojana. Dens afvandingsområde strækker sig over Albanien, Kosovo, Grækenland, Montenegro og Nordmakedonien.   Floden og dens bifloder løber ud i Drinbugten, et havbassin, der omfatter den nordlige del af den albanske Adriaterhavskyst.
Den er 335 kilometer lang og er den længste flod i Albanien, hvoraf 285 km løber i Albanien og resten gennem Kosovo og Nordmakedonien. Det starter ved sammenløbet af dets to hovedvande, nemlig Sorte Drin og Hvide Drin. Dens kilder findes i det nordlige bjergkæde, flyder vestpå gennem de albanske alper og Dukagjin-højlandet og løber til sidst ud i Adriaterhavet mellem Shëngjin og Durrës . Floden danner eller løber igennem talrige søer og reservoirer som Fierza-søen og Koman-søen .
Området er det blevet anerkendt som et af de vigtigste hotspots for biodiversitet i Europa. Drin Deltaet er af BirdLife International klassificeret som et vigtigt fugleområde af international betydning.